# Oedudes bifasciatus
Oedudes bifasciatus är en skalbaggsart som först beskrevs av Bates 1869. Oedudes bifasciatus ingår i släktet Oedudes och familjen långhorningar.
Artens utbredningsområde är:
- Costa Rica.
- Nicaragua.
- Panama.

Inga underarter finns listade i Catalogue of Life.